# Hierro de reducción directa

Producción de hierro de reducción directa y descomposición por procesos

El hierro de reducción directa, también denominado esponja de hierro, se produce a partir de mineral de hierro preparado en forma de terrones, gránulos o finos, que se transforma en hierro en contacto con un gas reductor o con carbono elemental producidos a partir de la combustión de gas natural o de carbón. La mayor parte de los minerales de hierro son adecuados para este proceso.
El término reducción directa denomina aquellos procesos de estado sólido que reducen los óxidos de hierro a la forma de hierro metálico a temperaturas por debajo del punto de fusión del hierro. Un ejemplo es el calentamiento del mineral de hierro en un horno a una temperatura alta de 800 a 1200 grados Celsius (1472,0 a 2192,0 °F) en presencia de un gas de síntesis reductor, como una mezcla de hidrógeno y monóxido de carbono.

## Historia

Participación de los diferentes procesos de fabricación en la producción mundial de acero

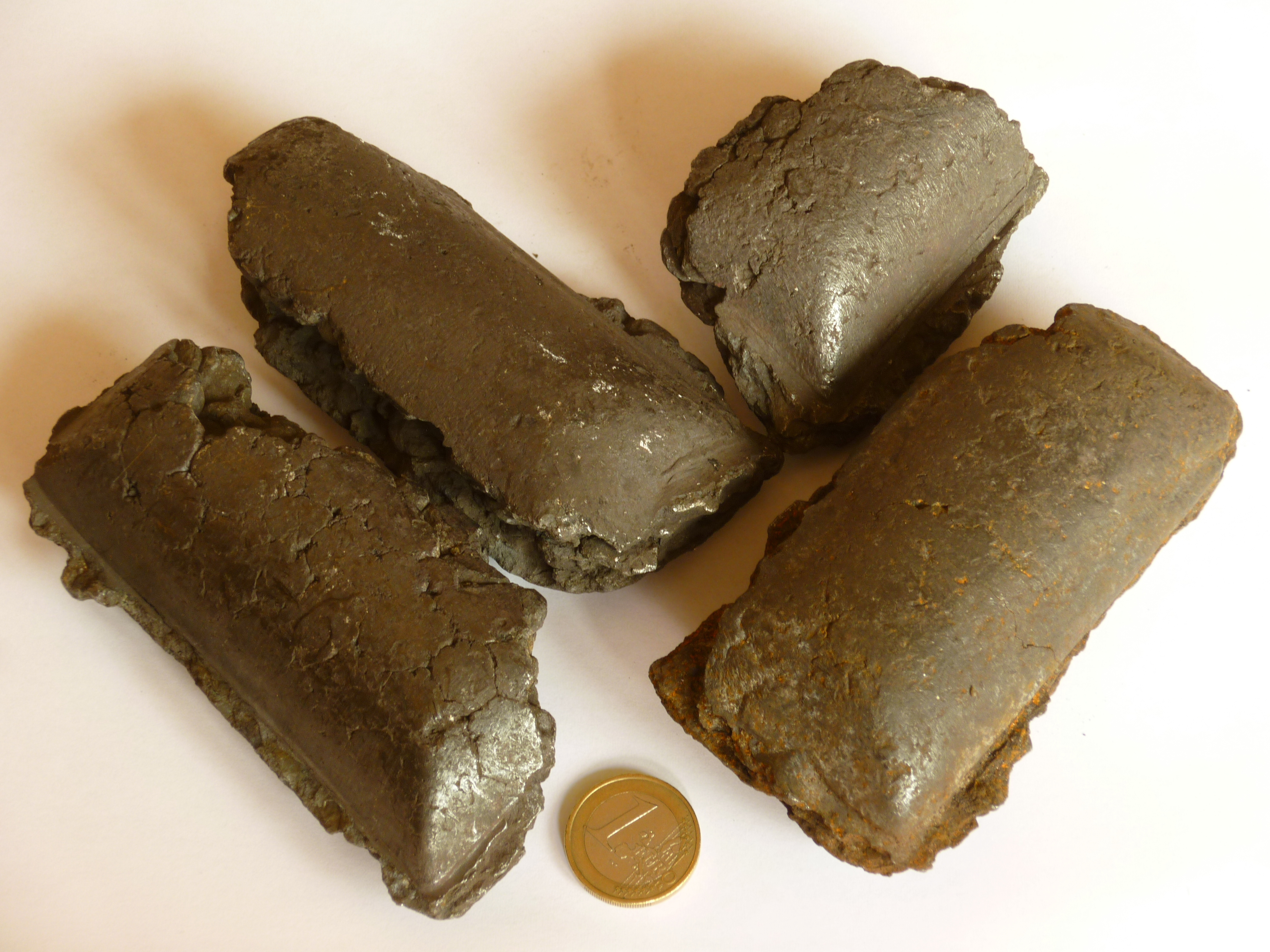
Briquetas de mineral de hierro prerreducido. Tamaño entre 10 y 15 cm

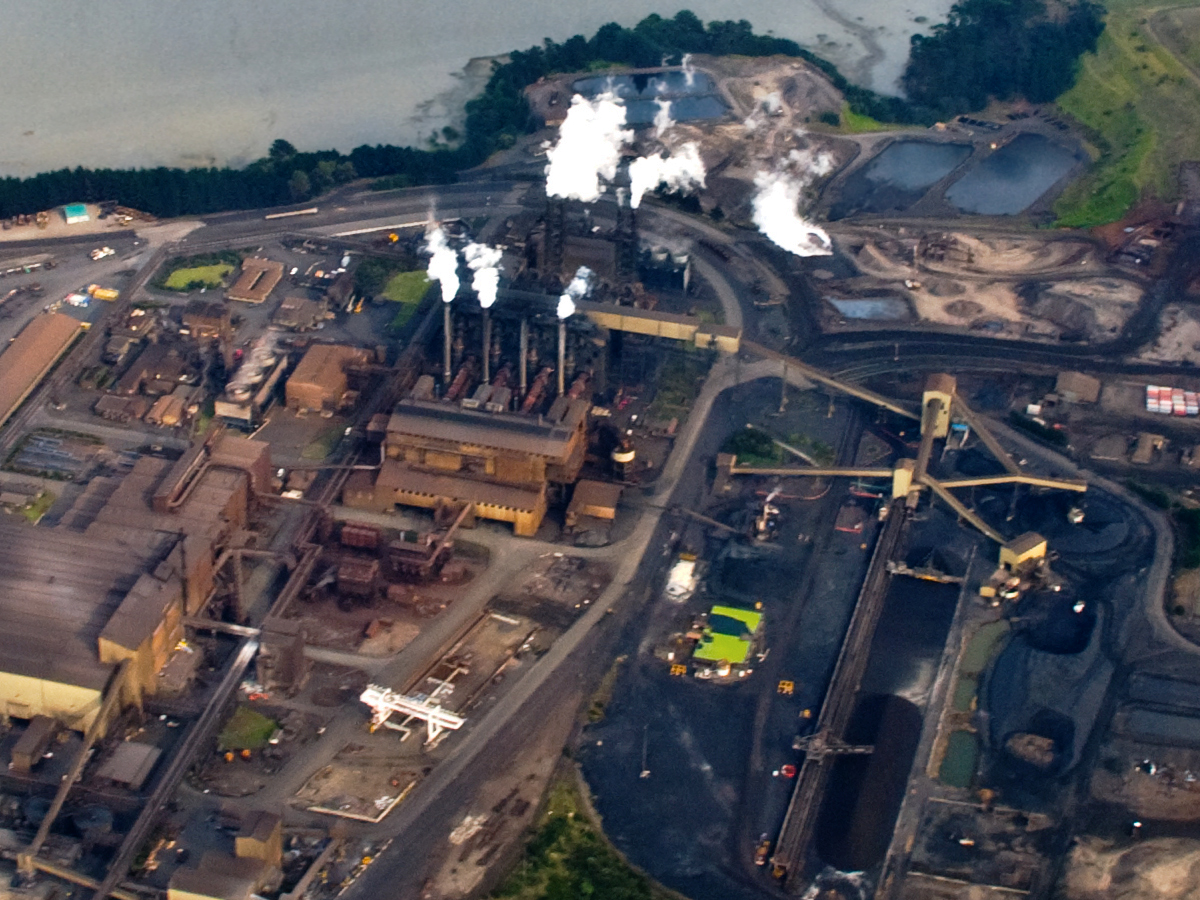
Complejo siderúrgico de New Zealand Steel, alimentado por hornos rotatorios de reducción directa (proceso SL/RN) (capacidad de 650.000 tm)

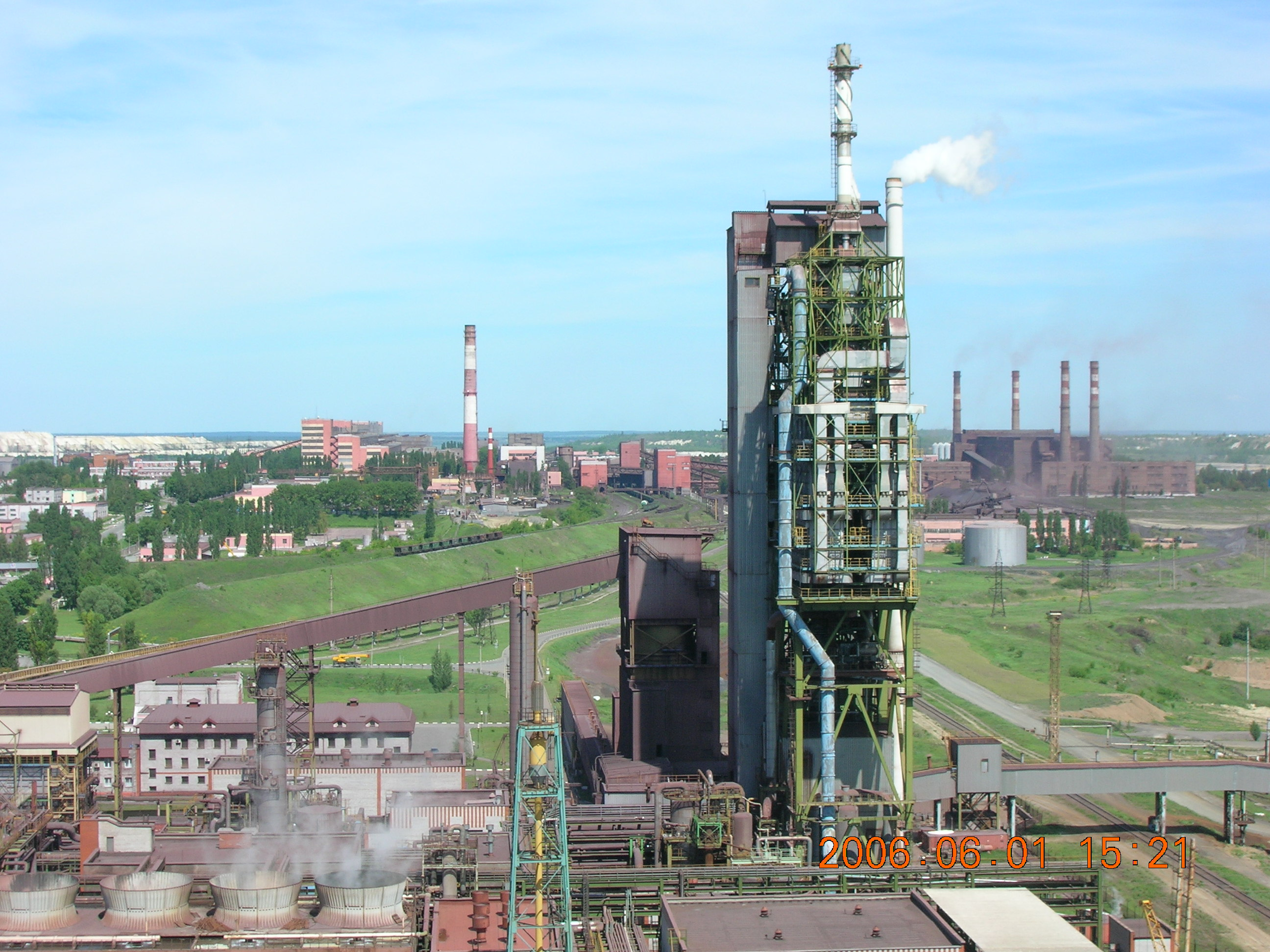
Unidad Lebeddinskv GOK-1 en Gubkin (Rusia): proceso HYL iniciado en 1999, capacidad de 0,9 millones de toneladas anuales

La reducción de mineral de hierro sin fundición es, históricamente, el proceso más antiguo para la obtención de acero. En efecto, los hornos bajos producen "lupas", unos aglomerados heterogéneos de hierro metálico más o menos carburado, de ganga y de carbón vegetal. Este proceso se reemplazó paulatinamente a partir del siglo I en China y del siglo XIII en Europa, por los altos hornos, que realizan simultáneamente la reducción y la fusión del hierro.
Sin embargo, algunos tipos de hornos bajos muy eleborados sobrevivieron hasta el comienzo del siglo XIX, como el tatara o la forja catalana. Frente al proceso indirecto (reducción-fusión en alto horno, y luego afinado del arrabio), estos procesos solo se conservan cuando se benefician de al menos una de las dos ventajas siguientes:
- La capacidad de procesar minerales incompatibles con el alto horno (como las arenas ferruginosas, que obstruyen el horno)
- Un tamaño más manejable que las gigantescas acerías industriales modernas, limitadas por sus enormes necesidades de capital, de disponibilidad de mineral para procesar y de mercados para vender su producción.

Por lo tanto, se desarrollaron procesos de reducción directa más avanzados desde el comienzo de siglo XX, cuando fue posible fundir los minerales reducidos con hornos de solera o con hornos de arco eléctrico. Sobre este modelo técnico-económico se industrializaron antes de la Segunda Guerra Mundial algunos procesos, como el procedimiento Krupp-Renn adoptado en particular en las Acerías Showa y el proceso Chenot, cuyos detalles técnicos siguen siendo confidenciales.
Los procesos modernos de reducción directa, basados en el uso de gas natural como sustituto del carbón, se estudiaron intensamente durante la década de 1950.</ref> El 5 de diciembre de 1957, la empresa mexicana Ternium Hylsa puso en marcha la primera unidad de producción industrial de este tipo en Monterrey, siendo el mineral de hierro prerreducido destinado a la fusión en hornos de arco eléctrico. El proceso recibió el nombre de HYL I (siendo posteriormente mejorado para dar lugar al sistema HYL II, y más adelente transformado en el HYL III, que permite tratar el mineral en forma continua mediante un horno rotativo). Dado que la producción de mineral prerreducido con gas natural era económicamente viable, se construyeron varias plantas a finales de la década de 1960. Para garantizar el suministro barato de este combustible, aspecto esencial para la rentabilidad del proceso, la mayoría de las plantas estaban ubicadas en países ricos en petróleo y gas, especialmente en aquellos cercanos al ecuador.
El proceso Midrex fue inventado por el conglomerado estadounidense Midland-Ross y desarrollado desde 1975 por la empresa MIDREX Corp., propietaria de las patentes del sistema. La empresa MIDREX Corp. se convirtió en 1983 en una subsidiaria americana de Kobe Steel.
Económicamente interesante en todos los países ricos en gas natural, el proceso se convirtió en un éxito y rápidamente se impuso a los sistemas de reducción directa de la competencia. Entonces llegó incluso a conisderarse como una alternativa al alto horno mediante el uso de hornos de arco eléctrico. En Europa, se construyó una unidad a principios de la década de 1970 en Alemania Occidental, en Hamburgo.
En 1970, la producción mundial de mineral de hierro prerreducido alcanzó las 790.000 toneladas. Los procesos entonces operativos eran el HYL (680.000 tm producidas), una unidad SL/RN, una unidad Purofer y la primera planta en utilizar el procedimiento Midrex.
Aunque rentables e innovadores, los procesos inventados finalmente no resultaron ser una revolución tecnológica capaz de suplantar al sistema de fabricación tradicional basado en el alto horno. Pero la cantidad de acero producido a partir de mineral prerreducido siguió creciendo continuamente y más rápido que la producción mundial de acero:
- En 1976 las instalaciones en servicio totalizaron menos de 5 millones de tm[SF 1]
- En 1985 la producción anual fue de 11 millones de tm para una capacidad instalada del orden de 20 millones, siendo esta diferencia explicada por las fluctuaciones en el costo de la energía[SF 2]
- En 1991, la producción representó 20 millones de tm[SF 1]
- En 1995, la producción global de mineral prerreducido superó la marca de los 30 millones de toneladas por primera vez[SF 3]
- En 2010, se produjeron 70 millones de toneladas de mineral de hierro prerreducido. El 14% de esta producción proviene de los procesos HYL y el 60% del proceso Midrex. Este último proceso aseguró la mayor parte del crecimiento en la producción de gas natural de[10] prerreducido.

## Procesos
Los procesos de reducción directa se pueden dividir en dos categorías: a base de gas y a base de carbón. En ambos casos, el objetivo del proceso es eliminar el oxígeno contenido en diversas formas del mineral de hierro (mineral clasificado, concentrados, pelets, cascarilla de laminación, polvo de horno, etc.), para convertir el mineral en hierro metálico, sin necesidad de fundirlo (por debajo de 1200 grados Celsius (2192,0 °F)).
El proceso de reducción directa es comparativamente eficiente desde el punto de vista energético. El acero fabricado con el mineral directamente reducido requiere significativamente menos combustible, ya que no se necesita un alto horno tradicional. Comúnmente se transforma en acero utilizando hornos de arco eléctrico para aprovechar el calor generado por el material reducido.
|                  |                    | Gas natural                                                                                                 | Carbón |
| ---------------- | ------------------ | --- | --- |
| Cuvas            | Cíclicos           | HYL I (el proceso industrial de reducción directa más antiguo utilizando gas natural) y HYL II              | Cornues (algunos procesos de importancia secundaria, habiendo sobrevivido solo en producciones especializadas) |
| Cuvas            | Continuos          | Midrex (2/3 de la producción mundial de mineral prerreducido) HYL III (procedimiento competidor del Midrex) | Variaciones de los procesos de gas natural, donde el gas se puede sintetizar a partir del carbón en una unidad adicional |
| Cuvas            | Lechos fluidizados | Bastantes desarrollos modernos (FINMET, CIRCORED…) pero logros industriales limitados                       | Variaciones de los procesos de gas natural, donde el gas se puede sintetizar a partir del carbón en una unidad adicional |
| Hornos rotativos | Soleras rotativas  | Ocasionalmente se utiliza para complementar al carbón                                                       | Muchos procesos desarrollados en la década de 1990, pero sin éxito comercial |
| Hornos rotativos | Tambores rotativos | Ocasionalmente se utiliza para complementar al carbón                                                       | Krupp-Renn (desarrollado en la década de 1930, 38 hornos en 1945) SL/RN (desarrollado en 1964, 45% de la producción con carbón de prerreducidos en 1997 Otros procesos, efectivos pero más confidenciales, sucedieron al SL/RN: Kawasaki y Koho, Krupp-CODIR… |

### Ventajas
Los procesos de reducción directa se desarrollaron para superar las dificultades de los altos hornos convencionales, puesto que no necesitan ser parte de una planta siderúrgica integrada como es característico de estos últimos. La inversión de capital inicial y los costos operativos de las plantas de reducción directa son inferiores a los de las plantas siderúrgicas integradas y son más adecuadas para los países en desarrollo, donde los suministros de carbón coquizable de alto grado son limitados, pero donde la chatarra de acero generalmente está disponible para reciclar. La India es el mayor productor mundial de hierro de reducción directa. Muchos otros países utilizan variantes del proceso.
Factores que ayudan a que  sea económico:
- El hierro de reducción directa tiene aproximadamente el mismo contenido de hierro que el arrabio, por lo general entre un 90% y un 94% de hierro total (según la calidad del mineral en bruto), por lo que es una excelente materia prima para los hornos eléctricos que utilizan las miniacerías, lo que les permite utilizar calidades inferiores de chatarra para el resto de la carga o para producir calidades superiores de acero.
- El hierro briquetado en caliente es una forma compactada de mineral de reducción directa, diseñada para facilitar su envío, manipulación y almacenamiento.
- El hierro reducido directo se puede transportar en caliente desde el horno de reducción a un horno de arco eléctrico, lo que permite ahorrar energía.
- El proceso de reducción directa utiliza mineral de hierro peletizado o mineral "en trozos" natural. Una excepción es el proceso de lecho fluidizado, que requiere partículas de mineral de hierro de un tamaño determinado.
- El proceso de reducción directa puede utilizar gas natural contaminado con gases inertes, evitando la necesidad de retirar estos gases para otro uso. Sin embargo, cualquier contaminación con gas inerte del gas reductor aminora el efecto de la corriente de gas y la eficiencia térmica del proceso.
- Los suministros de mineral en polvo y gas natural crudo en algunos casos están disponibles en áreas cercanas (como por ejemplo, en el norte de Australia), lo que evita los costos de transporte del gas. En la mayoría de los casos, la plantas de transformación están ubicadas cerca de una fuente de gas natural, ya que es más económico enviar el mineral que el gas.
- El método de reducción directa produce un 97% de hierro puro.
- Para eliminar el uso de combustibles fósiles en la fabricación de hierro y acero, se puede usar gas hidrógeno renovable en lugar de gas de síntesis en el proceso de reducción directa.[20]

### Inconvenientes
El hierro de reducción directa es muy susceptible a la oxidación si no se protege, y normalmente se procesa rápidamente para convertirlo en acero. El hierro a granel también puede incendiarse, ya que es un material pirofórico. A diferencia del arrabio de alto horno, que es casi metal puro, el mineral de hierro reducido directamente contiene algo de ganga silícea (si está hecho de chatarra, no de hierro nuevo a partir de hierro reducido directamente con gas natural), que debe eliminarse en el proceso de fabricación de acero.

## Reacciones químicas
Las siguientes reacciones convierten sucesivamente la hematita (del mineral de hierro) en magnetita, la magnetita en óxido ferroso y el óxido ferroso en hierro por reducción con monóxido de carbono o hidrógeno.
{\displaystyle {\ce {3 Fe2O3 + CO/H2 -> 2 Fe3O4 + CO2/H2O}}}
{\displaystyle {\ce {Fe3O4 + CO/H2 -> 3 FeO + CO2/H2O}}}
{\displaystyle {\ce {FeO + CO/H2 -> Fe + CO2/H2O}}}
La carburación produce cementita (Fe 3 C):
{\displaystyle {\ce {3 Fe + CH4 -> Fe3C + 2H2}}}
{\displaystyle {\ce {3 Fe + 2CO -> Fe3C + CO2}}}
{\displaystyle {\ce {3 Fe + CO +H2 -> Fe3C + H2O}}}
El hierro de esponja no es útil por sí solo, pero puede procesarse para crear hierro forjado o acero. La esponja (denominada "lupa") se retira del horno y se golpea repetidamente con martillos pesados y se dobla para eliminar la escoria, oxidar el carbono o el carburo y soldar el hierro (este proceso se denomina cinglado). Este tratamiento generalmente crea hierro forjado con aproximadamente un tres por ciento de escoria y una fracción de un uno por ciento de otras impurezas. El tratamiento posterior puede agregar cantidades controladas de carbono, lo que permite varios tipos de tratamiento térmico.
Hoy en día, el hierro esponjoso se crea reduciendo el mineral de hierro sin fundirlo. Esto lo convierte en una materia prima energéticamente eficiente para los fabricantes de aceros especiales, que solían depender de la chatarra.

## Alimentación
El hierro reducido en hidrógeno se utiliza como fuente de polvo de hierro para la fortificación de alimentos y para la eliminación de oxígeno. Esta forma elemental no se absorbe tan bien como las formas ferrosas, pero la función de captación de oxígeno la mantiene atractiva. Los estándares de pureza para este uso se establecieron en 1977.